# Волковська сільська рада (Благовіщенський район, Башкортостан)
Во́лковська сільська рада (рос. Волковский сельский совет) — муніципальне утворення у складі Благовіщенського району Башкортостану, Росія. Адміністративний центр — село Волково.

## Населення
Населення — 335 осіб (2019, 430 в 2010, 357 в 2002).

## Склад
До складу поселення входять такі населені пункти:
| Населений пункт        | Населення, осіб (2002) | Населення, осіб (2010) |
| ---------------------- | ---------------------- | ---------------------- |
| Волково, село          | 191                    | 218                    |
| Кулики, присілок       | 26                     | 34                     |
| Туктарово, присілок    | 136                    | 172                    |
| Христолюбово, присілок | 4                      | 6                      |